# Milan Jariš
Milan Jariš (13. srpna 1913, Valašské Meziříčí – 4. října 1986, Praha) byl český prozaik, dramatik, publicista, scenárista a překladatel.

## Život
Narodil se v rodině žurnalisty a spisovatele Josefa Ležáka (pseudonym přijal později za občanské jméno). Vyučil se sazečem, ale poté, co nenašel ve své profesi místo, vystřídal od roku 1931 řadu příležitostných zaměstnání. Již od počátku třicátých let pracoval v komunistické mládežnické organizaci Československý Komsomol, roku 1935 se stal redaktorem Rudého práva. Roku 1942 byl pro práci v odboji zatčen a do konce války vězněn v koncentračním táboře Mauthausen. Po osvobození pracoval jako redaktor (Mladá fronta, Rolnické hlasy, Nedělní noviny Rudého práva, Lidové noviny, Nový život) a od roku 1960 se věnoval pouze literatuře. Překládal z ruštiny a ukrajinštiny Pro jeho dílo (jeho těžiště je v dramatech) je charakteristický vyhraněný levicový postoj, plynoucí z jeho komunistického přesvědčení.
V roce 1953 obdržel Státní cenu za drama "Boleslav I.". 

### Próza
- Oni přijdou (1948), povídková sbírka odehrávající se v koncentračním táboře Mauthausen a vyzdvihující roli komunistů ve vnitřním odboji.
- N. G. Černyševskij (1948), biografie Nikolaje Gavriloviče Černyševského.
- ... a historie šla za ním (1948), životopis Klementa Gottwalda.
- Dědicové světa (1950), studie z dějin dělnického hnutí.
- Anglická mise (1952), příběh bulharského partyzánského oddílu.
- Pil jsem víno s krví (1958), příběh popisující cestu čínského rolníka k revoluci.
- Vzadu sedím já (1966), psychologický román, odehrávající se těsně před začátkem nacistické okupace a během ní, založený na autorově vlastní zkušenosti z předválečného komunistického hnutí a z odboje.
- Případ Artur (1971), detektivní román.

### Divadelní hry
- Patnáctý březen (1949), přepracováno roku 1951 pod názvem Přísaha. Hra zachycuje tragické dny 14. a 15. března 1939, ve kterých se místecká vojenská posádka jako jediná postavila na odpor nacistickým okupantům. Ve hře je zobrazeno, jak je postoj vojáků k Mnichovské dohodě a k okupaci určen jejich třídní příslušností.
- Boleslav I. (1952), veršované historické drama, která podává marxisticky kritický pohled na vraždu knížete Václava (tu autor považuje za státnicky nutný čin). Hra byla oceněna Státní cenou za literaturu.[6] a stala se podkladem pro stejnojmennou operu Boleslava Vomáčky.
- Inteligenti (1955–1956), drama z lékařského prostředí. Hra vznikla ve dvou verzích. V první verzi z roku 1955 jde o konflikt lékařky, která si má zvolit mezi pracovní povinností (účast na důležitém výzkumu) a manželem, emigrantem, který ji láká k útěku za hranice. Roku 1956 (po odhalení Stalinova kultu osobnosti) autor hru přepracoval (z lékařčina manžela se stal nevinně odsouzený komunista).
- Šerif se vrací (1961), komedie o třech dějstvích, využívající kolorit trampingu a řešící otázku vztahů dvou generací.
- Království boží (1963), historické drama z husitského období.
- Demokraté (1964), satirická rozhlasová hra (vyšla roku 1965 v antologii Rozhlasové hry).
- Malá zajížďka (1966), rozhlasová hra.
- Láska (1968), drama z koncentračního tábora.
- Šest dní na ostrově pořádku (1978), hra řešící téma sociální krize a jejího vlivu na morálku různých společenských vrstev.

### Překlady
- Konstantin Simonov: Přátelé a nepřátelé (1949), společně s Iljou Bartem.
- Taras Ševčenko: Hajdamáci (1951).
- Semen Gudzenko: Daleká posádka (1953),
- Samed Vurgun: Východ slunce (1953).

### Filmové scénáře a adaptace
- Neporažení (1956), filmový scénář podle vlastní divadelní hry Přísaha, režie Jiří Sequens.
- Přežil jsem svou smrt (1960), filmový scénář podle vlastní povídky Oni přijdou, režie Vojtěch Jasný.
- Inteligenti (1961), televizní film, scénář a režie Miroslav Sobota.